# ماتسوئوکا ماساهیرو
ماتسوئوکا ماساهیرو (انگلیسی: Masahiro Matsuoka; ۱۱ ژانویهٔ ۱۹۷۷ – ) خواننده، هنرپیشه، و طبل‌زن اهل ژاپن بود. وی از سال ۱۹۹۰ میلادی تاکنون مشغول فعالیت بوده‌است.
از فیلم‌ها یا برنامه‌های تلویزیونی که وی در آن نقش داشته‌است می‌توان به گودزیلا: جنگ‌های نهایی اشاره کرد.